# Jakob Maria Mierscheid
Jakob Maria Mierscheid là một nhân vật giả tưởng được tạo ra với tư cách một nghị sĩ thành viên Quốc hội Liên bang Đức (Bundestag) từ ngày 11 tháng 12 năm 1979. Tuy là một nhân vật không có thực nhưng tiểu sử chi tiết của nghị sĩ Mierschied vẫn được đăng đầy đủ trên trang web chính thức của Quốc hội Đức, tên của ông cũng được nhắc đến trong nhiều dịp kỷ niệm chính thức và còn được dùng làm tên gọi không chính thức cho một cây cầu bộ hành ở khu vực nhà quốc hội Đức mới ở Berlin. Mierschied là cái tên gây rất nhiều tò mò ở Quốc hội Đức và thậm chí còn có một tài khoản trên Facebook (nay đã đóng) và Twitter (vẫn còn hoạt động).

## Lịch sử hình thành
Mierscheid đã được tạo ra trong tháng 12 năm 1979 bởi hai dân biểu Quốc hội Đức thuộc Đảng Dân chủ Xã hội Đức (SPD) là Peter Wurtz và Karl Haehser. Trong lúc nghỉ tại nhà hàng thuộc Tòa nhà Quốc hội tại Bonn, họ đã có sáng kiến phát minh ra chính trị gia hư cấu này nhằm tôn vinh một dân biểu SPD vừa qua đời trước đó vào ngày 11 tháng 12 năm 1979 là luật sư Carlo Schmid (được xem là một trong những người tạo ra Luật cơ bản của Cộng hòa Liên bang Đức và chương trình tranh cử Godesberger của đảng SPD) và để tạo cho ông "một người kế nhiệm". Qua đó, họ theo đuổi ý định là "các đại biểu Quốc hội được tạo dịp để ghi nhớ cuộc sống thật theo trình tự thời gian, dù có thể đôi khi có tính chất hài hước".
Đầu tiên Mierscheid được giới thiệu như là một thợ may 44 tuổi từ Hunsrück. Các chính trị gia SPD khác cũng tham gia trong việc "chăm sóc" nhân vật hư cấu này: chánh văn phòng Bộ Xây dựng liên bang, Dietrich Sperling đã cho Mierscheids "mượn" ngày sinh hợp lệ của mình; Sperling cũng đảm nhiệm việc thông tin liên lạc và thư tín trên danh nghĩa của chính trị gia hư cấu. Sau này, Friedhelm Wollner, giám đốc kỹ thuật của nhóm đại biểu quốc hội SPD, chịu trách nhiệm cho phần thể hiện và các phát biểu ra bên ngoài của Mierscheid.

## Tiểu sử nhân vật
Theo thông tin được loan ra báo chí, nghị sĩ Mierschied sinh ngày 1 tháng 3 năm 1933 tại vùng quê Morbach/Hunsrück thuộc bang Rhineland-Palatinate trong một gia đình Công giáo, là một người góa vợ và có bốn con. Ông học ngành thợ may và lấy bằng thợ cả (Meister) năm 1956, làm việc tại Morbach. Ngoài ra, ông còn là thành viên nhiều tổ chức tình nguyện như Công đoàn Nông nghiệp và Lâm nghiệp, Hội các nhà nuôi thú nhỏ Morbach, thành viên Hội tình nguyện phòng cháy chữa cháy Morbach, thành viên Câu lạc bộ những người bạn của thể thao (thủ quỹ giai đoạn 1977-1982), thành viên danh dự Hội hợp xướng của Hiệp hội công nhân gỗ-nhựa. Tên của ông có trong danh sách những người tham dự Hội nghị của Đảng SPD tại Hannover năm 1960 và ông đến Bonn, thủ đô Tây Đức lần đầu vào năm 1967.

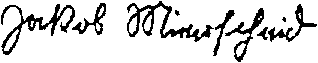
Chữ ký của Mierscheid

Cũng theo thông tin trên báo, nhân vật giả tưởng Jakob Maria Mierscheid trở thành đại biểu Quốc hội Đức từ năm 1979. Mierschied được mô tả là một Nghị sĩ thường không có chức vụ quan trọng và có lịch sử thăng tiến khiêm tốn. Trong khoảng thời gian từ 1981 tới 1982, ngài Nghị sĩ được nhắc tới với tư cách Phó Chủ tịch Ủy ban Doanh nghiệp vừa và nhỏ (Mittelstandsausschuss) của Quốc hội Đức và là đảng viên Đảng Dân chủ Xã hội Đức (SPD). Năm 1983, tạp chí Vorwärts của đảng SPD thậm chí còn đưa ra một định luật được gọi là "Định luật Mierschied" do chính Nghị sĩ Mierschied là tác giả để dự đoán tỉ lệ phiếu bầu của SPD dựa vào kết quả sản xuất công nghiệp của Đức. Định luật này liên kết số phần trăm phiếu bầu cho SPD trong các cuộc bầu cử quốc hội với hiện tình sản xuất thép thô tại Đức trong thời gian tương ứng, và từ thập niên 60 đến nay, định luật này chỉ đoán sai một lần trong cuộc bầu cử năm 2005. Tháng 7 năm 2005 chương trình tin tức Tagesschau của hãng truyền hình lớn nhất nước Đức ARD đưa tin Mierscheid đã rời bỏ đảng SPD để gia nhập Đảng cánh Tả Die Linke, nhưng Mierschied đã lên tiếng phủ nhận trên Tagesshau và trong một bài phỏng vấn được đăng trên tờ Der Spiegel.
Trên trang web chính thức của Quốc hội Đức, ngài Mierschied có một tiểu sử được viết hết sức nghiêm túc và chi tiết kèm theo ảnh chân dung của Mierschied. Trước đây ảnh chân dung của Mierschied là một người ăn mặc kiểu cũ và có đeo kính. Từ năm 2010, ảnh chân dung được thay bằng bức hình chụp từ phía sau một người đàn ông hói đầu ngồi một mình trong nhà quốc hội. Địa chỉ email của ngài Nghị sĩ cũng được đăng trên trang của Quốc hội Đức và thông cáo báo chí của Mierschied thỉnh thoảng cũng được đưa lên trang web này. Điều đáng chú ý là danh sách thành viên Quốc hội Đức trên trang web này là 615 người trong khi thực tế Quốc hội Đức lúc đó chỉ có 614 thành viên.
Trên mạng xã hội Internet, hàng ngàn độc giả của ông theo dõi những phản biện có phần hài hước và dùng ngôn ngữ bình dân của ông, như là ý kiến "những con chim bồ câu sẽ ị lên não của Guido Westerwelle trong cuộc điều trần về Hartz-IV" (Guido Westerwelle là nguyên Bộ trưởng Ngoại giao và chủ tịch Đảng FDP và Hartz-IV là chương trình trợ cấp người nghèo của Liên bang Đức) và đề cử "Ulla Schmidt" như là "từ ngữ vô lý" (Unwort) nhất của năm 2005 (Ulla Schmidt là Bộ trưởng Bộ Y tế Liên bang). Ông cũng thường xuyên viết thư cho các dân biểu khác bày tỏ những bức xúc của mình. Klaus Kinkel, Bộ trưởng Bộ Tư pháp Liên bang, và giám đốc Cơ quan tình báo Đức (Bundesnachrichtendienst) cũng đã từng tranh luận dài bằng văn bản với Mierschied khi ông đòi hỏi "tất cả các khía cạnh pháp lý của việc phân hóa bất bình đẳng và chênh lệch mức sống Bắc-Nam cần được kiểm tra".

## Trong văn hóa
Cuộc đời ngài Nghị sĩ Mierschied đã được mô tả trong một số tác phẩm được xuất bản chính thức như cuốn tiểu sử "Dokumentarische Spuren eines Phantoms" (Tài liệu theo vết một nhân vật hư cấu) của Peter Raabe năm 1986 (ISBN 3-7716-1464-3}}) hay là "Jakob Mierscheid, Aus dem Leben eines Abgeordneten: Eine politische Holografie" (Jakob Mierscheid, từ cuộc đời của một dân biểu: Một toàn ảnh theo góc nhìn chính trị) của Dietrich Sperling và Friedhelm Wollner năm 1998 (ISBN 3-7890-5484-4).
Ngày 11 tháng 12 năm 2004, ngài Nghị sĩ Mierscheid kỷ niệm 25 năm là thành viên của Quốc hội Đức. Vào ngày 1 tháng 3 năm 2013, vào "sinh nhật thứ 80" của Mierscheid, Chủ tịch Quốc hội Đức Norbert Lammert đã đọc lời chúc mừng sinh nhật chính thức vào đầu phiên họp của Quốc hội, giữa tiếng vỗ tay và vui cười, ông nhấn mạnh "Người đồng viện đáng kính này, và đôi khi rất khó tìm thấy, vào năm 1979 đã kế nhiệm Carlo Schmid và tiếp tục công sức đáng nhớ của ông trong Quốc hội Đức. Ông đã phải xin lỗi vắng mặt trong cuộc họp ngày hôm nay vì lý do bắt buộc". Frank-Walter Steinmeier, bộ trưởng Bộ Ngoại giao và chủ tịch Nhóm dân biểu SPD tại Quốc hội cũng đã ra thông cáo báo chí chúc mừng. Thành phố quê hương của ngài Mierschied đã tổ chức một buổi tiệc chào mừng ngài Nghị sĩ nhưng ngài đã không tham dự buổi tiệc này, và một con đường đi dạo tại thành phố Morbach đã được đặt theo tên ông.

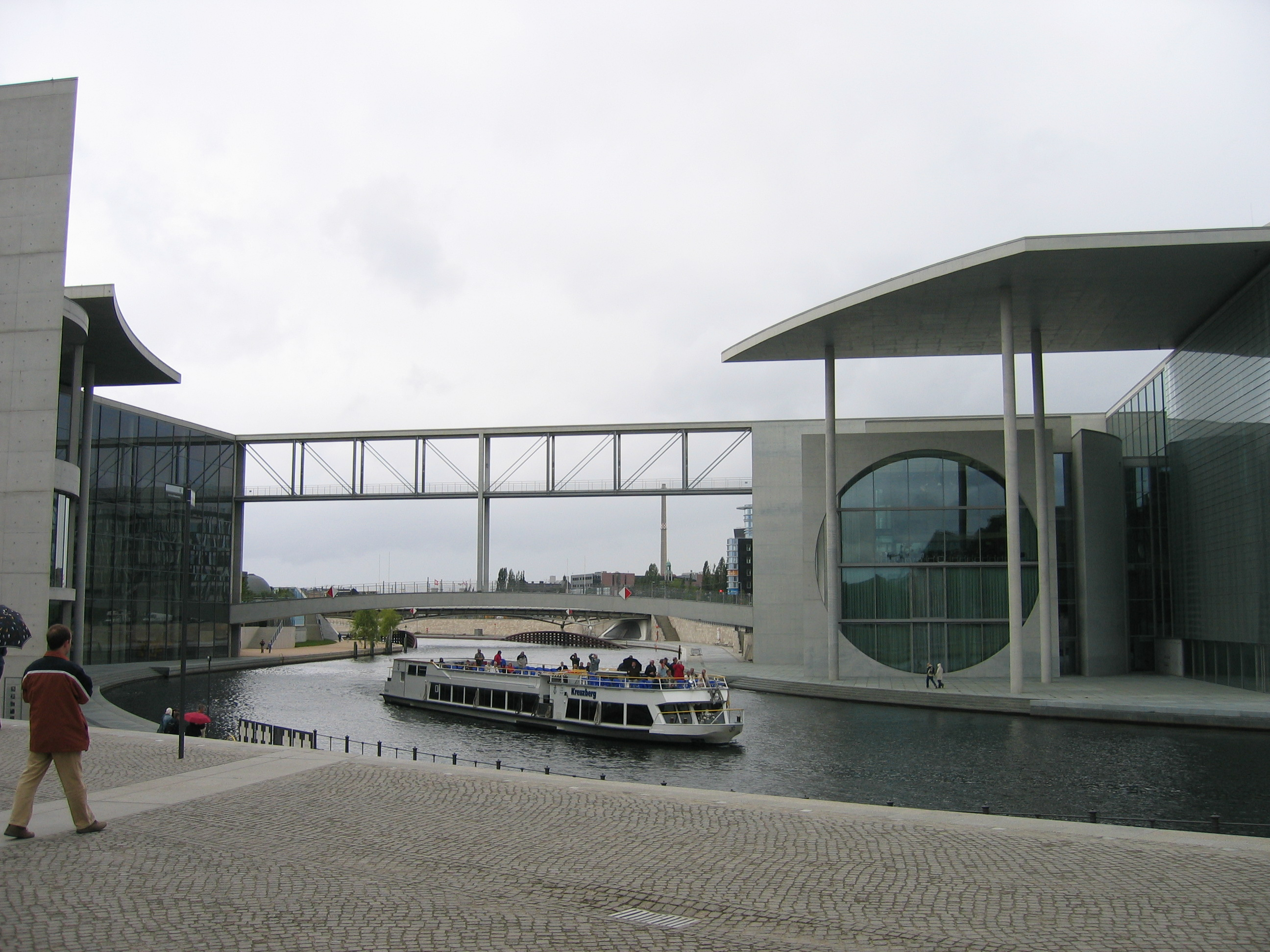
Cầu Mierscheid tại Berlin

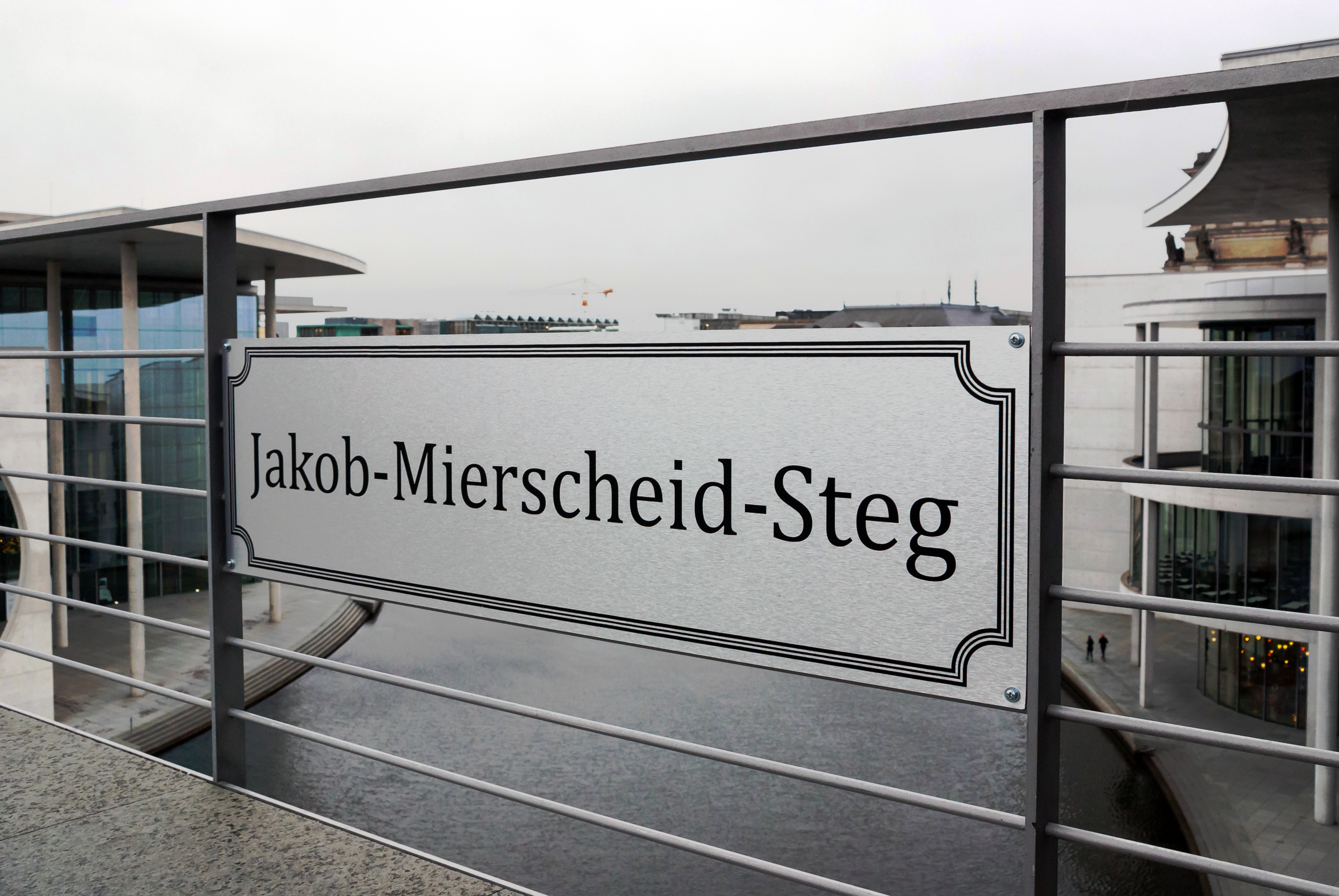
bảng ghi tên "Cầu Mierscheid" trên cầu

Sau khi tòa nhà quốc hội Đức chuyển về Berlin (chính thức từ năm 1999), cây cầu cho người đi bộ bắc qua sông Spree nối hai tòa nhà văn phòng của quốc hội đã được đặt tên không chính thức là "Cầu Mierscheid" từ năm 2004.
Mierschied không phải nhân vật giả tưởng duy nhất thường xuyên xuất hiện trong cuộc sống thường ngày của xã hội Đức. Có thể kể tới các nhân vật khác như luật sư giả tưởng Friedrich Nagelmann hay nhà ngoại giao Edmund F. Dräcker. Mierscheid, Nagelmann và Dräcker có một danh sách tác phẩm chi tiết, chúng đôi khi được các cơ quan truyền thông nghiêm túc như tạp chí khoa học hay cơ quan báo chí của Quốc hội Đức đăng lại và có thể khiến những người đọc không phải người bản địa mắc lừa như một dạng của ngày Cá tháng Tư.
Peter Struck, nguyên Bộ trưởng Quốc phòng Đức và chủ tịch nhóm dân biểu SPD, đã từng nói: "Một người như Mierscheid là cần thiết... Trong đời sống chính trị, chúng ta bị định hướng thực dụng, để xử lý sự cố. Có một ai đó đặt vấn đề để xét ngược lại là cần thiết". Và một nhân vật hư cấu thể hiện sự hài hước trong chính trị. Friedhelm Wollner, một trong những người tạo ra Mierscheid nói "... lý do đằng sau là những người tạo ra cũng có quan điểm rằng hoạt động Quốc hội tại Bonn quá khô khan và cần có một sự nới lỏng. Và cần một chút hài hước" và cũng cho rằng "Nhiều người trong chúng ta cũng núp bóng ông ấy chút ít. Thường là người ta hay có quan điểm khác về hiện tình chính trị nhưng ngại nói ra vì không muốn làm phiền nhiễu 'sự bình ổn' và đi ngược lại dư luận, ý kiến công chúng".